# Berijew MBR-5
Die Berijew MBR-5 (russisch Бериев МБР-5) war ein sowjetisches Amphibienflugzeug des OKB Berijew.

## Entwicklung und Aufbau
Der einmotorige Schulterdecker wurde in Gemischtbauweise hergestellt. Der Rumpf bestand aus Holz mit Segeltuchbespannung. Die Tragflächen wurde aus Stahlrohren geschweißt und ebenfalls mit Segeltuch bespannt. Das Hauptfahrwerk des Heckspornfahrwerks war einziehbar. Unter dem Tragflügel waren Stützschwimmer montiert. Das Rumpfboot was zweistufig ausgeführt.
Die Maschine war mit zwei Maschinengewehren in Drehtürmen ausgerüstet und die Abwurfbewaffnung wurde unter dem Flügel mitgeführt.
Insgesamt ähnelte die Auslegung der sehr erfolgreichen Berijew MBR-2. Wie diese sollte die Maschine zur Nahbereichsaufklärung verwendet werden. Als Antrieb diente ein hoch über dem Flügelmittelstück sitzender Sternmotor, der einen Zugpropeller antrieb. 
Die einzige Maschine wurde im August 1935 fertiggestellt und im darauffolgenden Monat erstmals geflogen. Die Flugleistungen waren ansprechend, jedoch gab es fortwährend kleinere Probleme. Einmal brach auch ein Feuer an Bord aus, das jedoch gelöscht werden konnte.
Zur Abnahme sollte das Flugzeug nach Sewastopol überführt werden, jedoch kam es zu einer Bruchlandung. Die Maschine konnte repariert werden, trotzdem wurde das Projekt eingestellt.

## Technische Daten

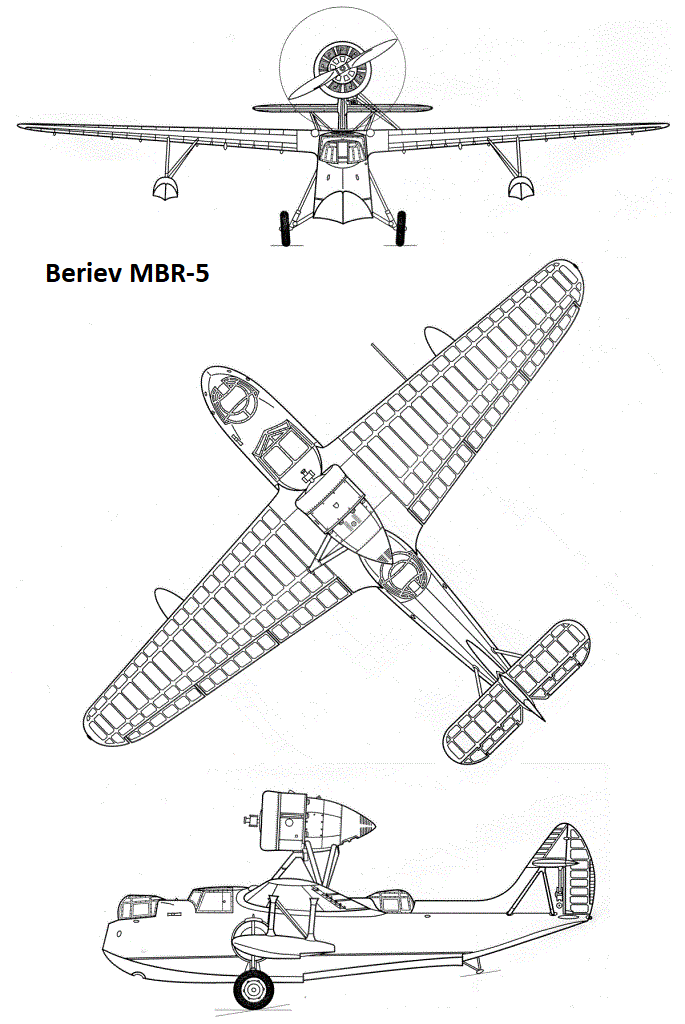
Dreiseitenansicht

| Kenngröße             | Daten                                                            |
| --------------------- | ---------------------------------------------------------------- |
| Besatzung             | 3                                                                |
| Länge                 | 11,20 m                                                          |
| Spannweite            | 15,40 m                                                          |
| Flügelfläche          | 32,5 m²                                                          |
| Leermasse             | 2060 kg                                                          |
| Startmasse            | 3100 kg                                                          |
| Antrieb               | 1 × Wright-Cyclone SGR-1820-F3 mit 712 PS (524 kW)               |
| Höchstgeschwindigkeit | 256 km/h in Bodennähe 306 km/h in 1800 m Höhe                    |
| Landegeschwindigkeit  | 110 km/h                                                         |
| Reichweite            | 750 km                                                           |
| Bewaffnung            | 2 × 7,62-mm-Maschinengewehre 200 kg Bomben an Außenlaststationen |